# Silometopoides pingrensis
Espèce
Synonymes
- Lophomma pingrensis Crosby & Bishop, 1933

Silometopoides pingrensis est une espèce d'araignées aranéomorphes de la famille des Linyphiidae.

## Distribution
Cette espèce se rencontre aux États-Unis au Colorado et au Canada en Alberta,.

## Étymologie
Son nom d'espèce, composé de pingr[ee] et du suffixe latin -ensis, « qui vit dans, qui habite », lui a été donné en référence au lieu de sa découverte, le parc Pingree.

## Publication originale
- Crosby & Bishop, 1933 : American spiders: Erigoneae, males with cephalic pits. Annals of the Entomological Society of America, vol. 26, p. 105-172.